# WildBrainTV
WildBrainTV, anciennement Family CHRGD est une chaîne de télévision canadienne en langue anglaise spécialisée numérique détenue par WildBrain et lancée initialement le 1er juin 2011 sous le nom de Disney XD en format standard et en haute définition et sur une plate-forme de vidéo à la demande.

## Histoire
Le 22 décembre 2011, Astral Media annonce l'ajout de Disney Junior et Disney XD Canada sur le réseau de Cogeco.
Le 16 mars 2012, Bell Canada (BCE) annonce son intention de faire l'acquisition d'Astral Media, incluant Disney XD, pour 3,38 milliards de dollars. La transaction a été refusée par le CRTC. Bell Canada a alors déposé une nouvelle demande et annonce le 4 mars 2013 qu'elle se départ de ses chaînes Family, Disney Junior et Disney XD. Le 3 juin 2013, Shaw Direct propose désormais Disney XD et Disney Junior en français au Canada.
Le 27 juin 2013, le CRTC a approuvé la demande d'acquisition d'Astral par Bell. Family, Disney XD et Disney Junior dans les deux langues, sont placées dans une fiducie dans l'attente d'un acheteur. Le 28 novembre 2013, DHX Media, basé à Halifax, se porte acquéreur des quatre chaînes sous approbation du CRTC.
Le 16 avril 2015, Corus Entertainment annonce avoir acquis les droits canadiens de la marque Disney. En plus de lancer une version de Disney Channel, des chaînes d'accompagnement y seront ajoutées. Conséquemment, DHX Media annonce que Disney XD sera renommée en Family CHRGD en novembre 2015.
Le 9 octobre 2015, la Disney XD de DHX Media est devenue Family CHRGD. Le 9 novembre 2015, Corus Entertainment annonce le lancement de Disney XD au Canada, le 1er décembre 2015 ainsi que celui de Disney Junior,
Le 1er mars 2022, Family CHRGD devient WildBrainTV.

### Identité visuelle

Logo de Disney XD du 1er juin 2011 au 9 octobre 2015.
Logo de Family CHRGD du 9 octobre 2015 au 1er mars 2022.

## Programmation
- Aaron Stone
- American Dragon: Jake Long
- Baxter
- Undercover Connor
- Even Stevens
- Les Quatre Fantastiques
- Gargouille
- Je suis dans la bande
- Johnny Test
- Iron Man: Armored Adventures
- Kick Buttowski: Suburban Daredevil
- Kickin It
- Derek
- Paire de rois
- Phinéas et Ferb
- Ultimate Spider-Man
- Kuzco, un empereur à l'école
- La Légende de Tarzan
- La Vie de croisière de Zack et Cody
- La Vie de palace de Zack et Cody
- Mon ange gardien
- Quoi de neuf phacochères!
- The Uncanny X-Men
- Yin Yang Yo!
- Zeke et Luther